# Dow Jones Newswires
Dow Jones Newswires este o agenție de știri americană specializată pe știri de business, înființată în anul 1882 ca subsidiară a companiei Dow Jones & Company.
Compania furnizează știri de afaceri unui număr de aproximativ 420.000 de profesioniști din afaceri, în 66 de țări.
Din luna martie 2008, Dow Jones Newswires a anunțat un acord cu agenția de știri Agence France Presse (AFP), prin care Dow Jones Newswires va avea dreptul să distribuie clienților săi știri politice și generale primite de la AFP.
În luna aprilie 2008, compania a fost numită pentru al doilea an consecutiv Cel mai bun furnizor de știri (de afaceri), la ceremonia Inside Market Data Awards 2008 din New York City, fiind urmată de Bloomberg și Reuters.